# Мелконянц, Ольга Владимировна
Ольга Владимировна Мелконянц (укр. Ольга Володимирівна Мелконянц; 14 марта 1984) — украинская футболистка, защитник. Мастер спорта Украины (2009), Мастер спорта Украины по пляжному футболу.
В 2011 году номинировалась на звание лучшей футболистки Украины, а в 2012 году на звание лучшего игрока чемпионата Украины.

## Клубная карьера
Футболом начала заниматься в Мариуполе благодаря брату, который брал её на тренировки. В девятнадцать лет она дебютировала в составе мариупольской «Азовочки» в матче Кубка Украины 20 июня 2003 года против сумского «Спартака» (0:12). После чего, Мелконянц стала игроком киевского «Атекса», который являлся аутсайдером чемпионата Украины среди женщин. В 2007 году футболистка перешла в черниговскую «Легенду». Дебют в Кубке УЕФА состоялся 22 сентября 2010 года в матче против клуба «Россиянка» (1:3). В команде Мелконянц выступала также в качестве капитана. Вместе с «Легендой» футболистка дважды выигрывала украинский чемпионат и трижды становилась его серебряным призёром и один раз — бронзовым, единожды она становилась победителем Кубка Украины и пять раз его финалисткой. В 2013 году также стала победителем зимнего первенства Украины.
Зимой 2014 года Мелконянц подписала контракт с белорусским «Минском». В составе команды выигрывала чемпионат, Кубок и Суперкубок Белоруссии, а также участвовала в Кубке УЕФА. В феврале 2015 года футболистка подписала годичное соглашение с могилёвским клубом «Надежда-Днепр». Вместе с командой она завоевала бронзовые награды белорусского первенства, после чего покинула команду.
В начале 2016 года футболистка вернулась на родину, где присоединилась к харьковскому клубу «Жилстрой-1». В составе команды дважды становилась второй в чемпионате Украины и выигрывала Кубок страны. В 2016 году вместе с командой завоевала серебряные медали зимнего чемпионата Украины. Летом 2017 года стала игроком уманских «Пантер». В июле 2017 года в составе команды участвовала в первом чемпионате Украины по пляжному футболу среди женщин и стала победителем турнира.

## Карьера в сборной
В сентябре 2010 года Мелконянц была вызвана главным тренером сборной Украины Анатолий Куцев вызвал футболистку на матч квалификации к чемпионату мира 2011 против Италии. Встреча завершилась поражением украинок со счётом (0:3), а сама Ольга осталась на скамейке запасных.

## Достижения
«Легенда»
- Чемпион Украины (2): 2009, 2010
- Серебряный призёр чемпионата Украины (3): 2008, 2011, 2013
- Бронзовый призёр чемпионата Украины (1): 2007
- Обладатель Кубка Украины (1): 2009
- Финалист Кубка Украины (5): 2007, 2008, 2010, 2011, 2013

«Минск»
- Чемпион Белоруссии (1): 2014
- Обладатель Кубка Белоруссии (1): 2014
- Обладатель Суперкубка Белоруссии (1): 2014

«Надежда-Днепр»
- Бронзовый призёр чемпионата Белоруссии (1): 2015

«Жилстрой-1»
- Серебряный призёр чемпионата Украины (2): 2016, 2017
- Обладатель Кубка Украины (1): 2016